# اویی (بلژیک)

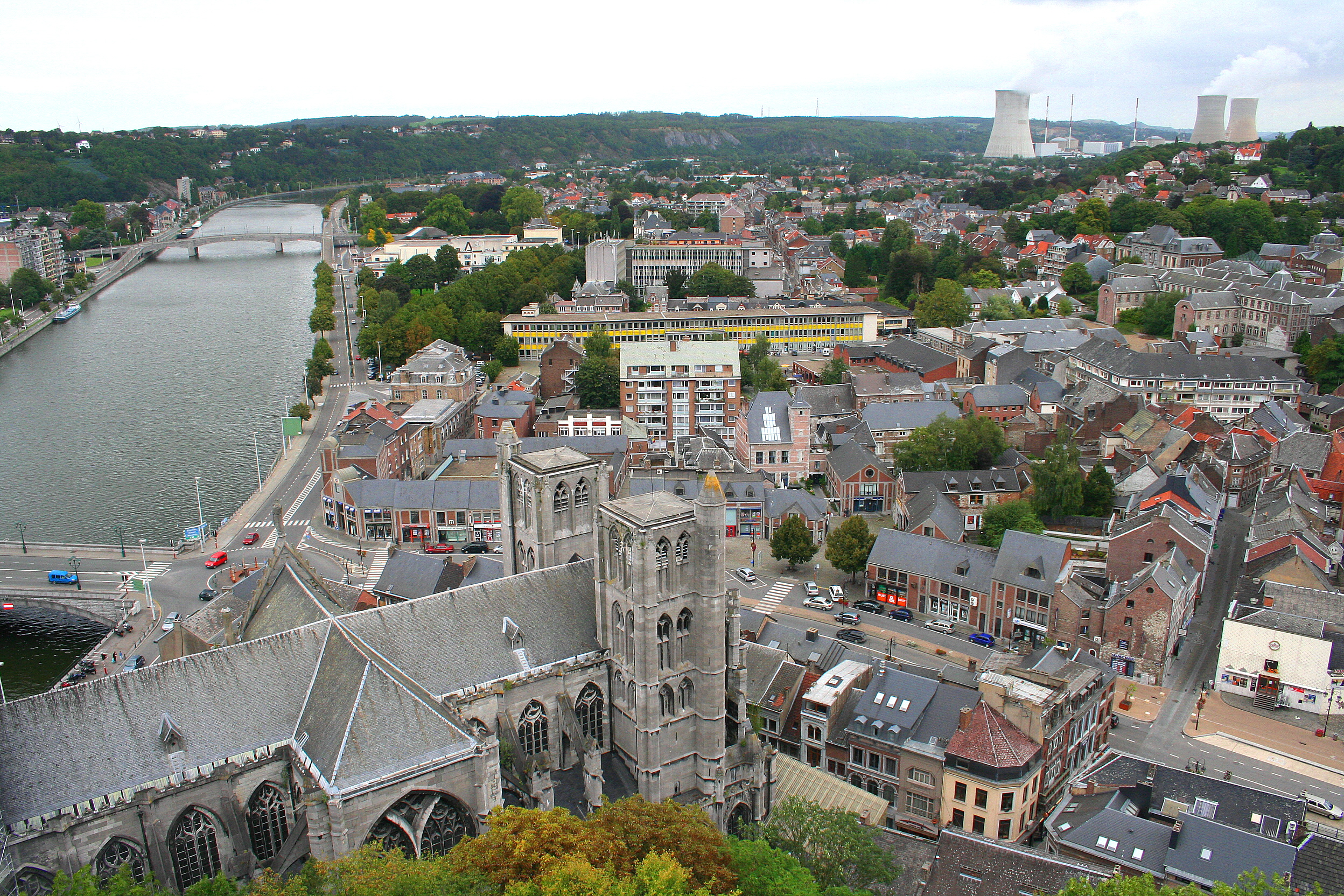
اویی

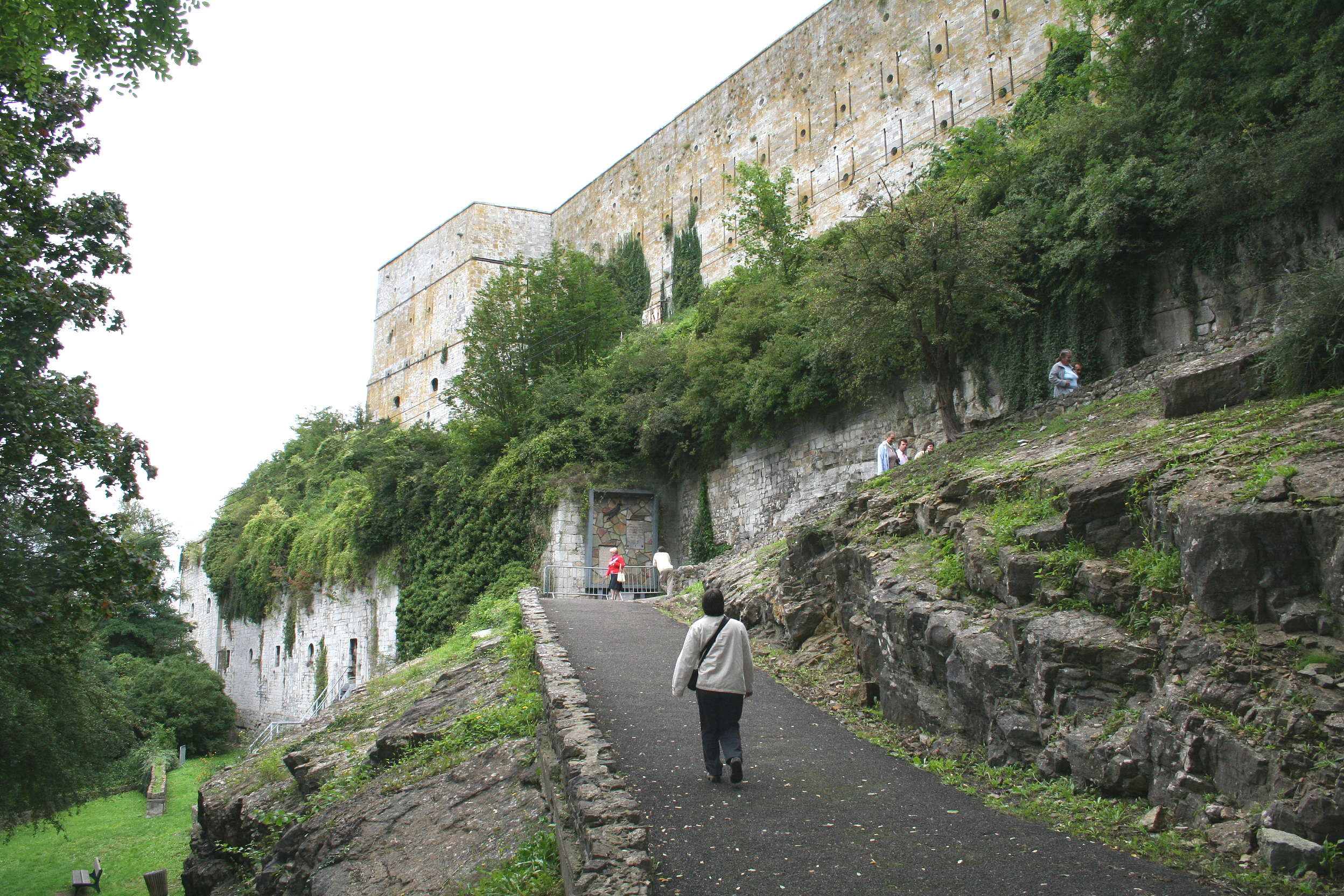
اویی

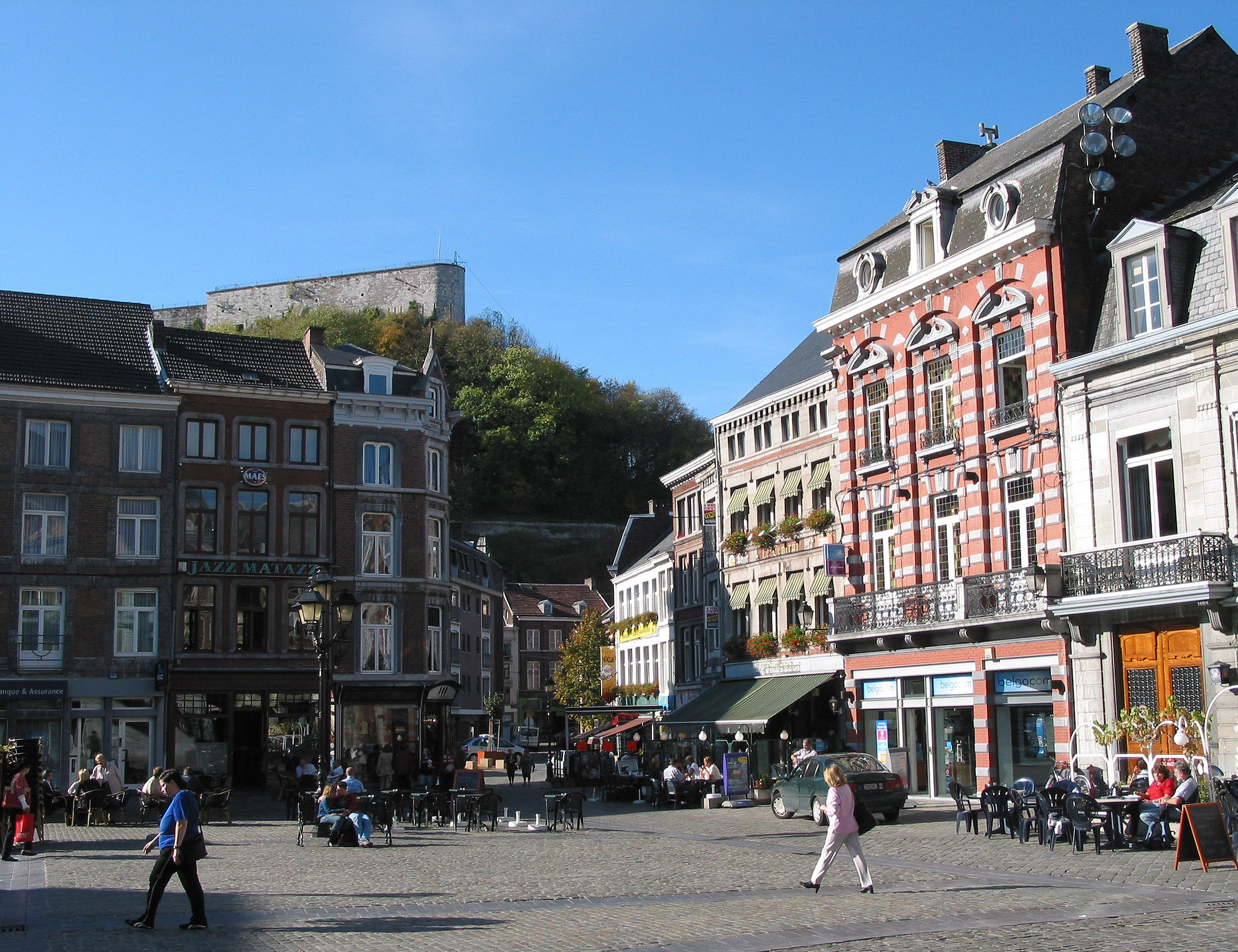
شهر اویی

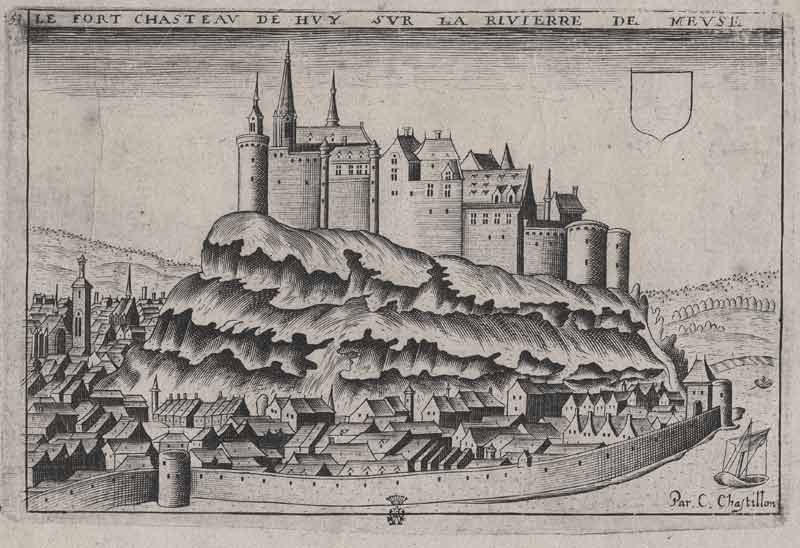
قلعه باستانی اویی - نقاشی اثر کلود کاستیلیون

شهر اویی (به فرانسوی: Huy) در شهرستان اویی در استان لیئژ در منطقه فدرال والوون در کشور بلژیک واقع شده‌است.

## تاریخچه

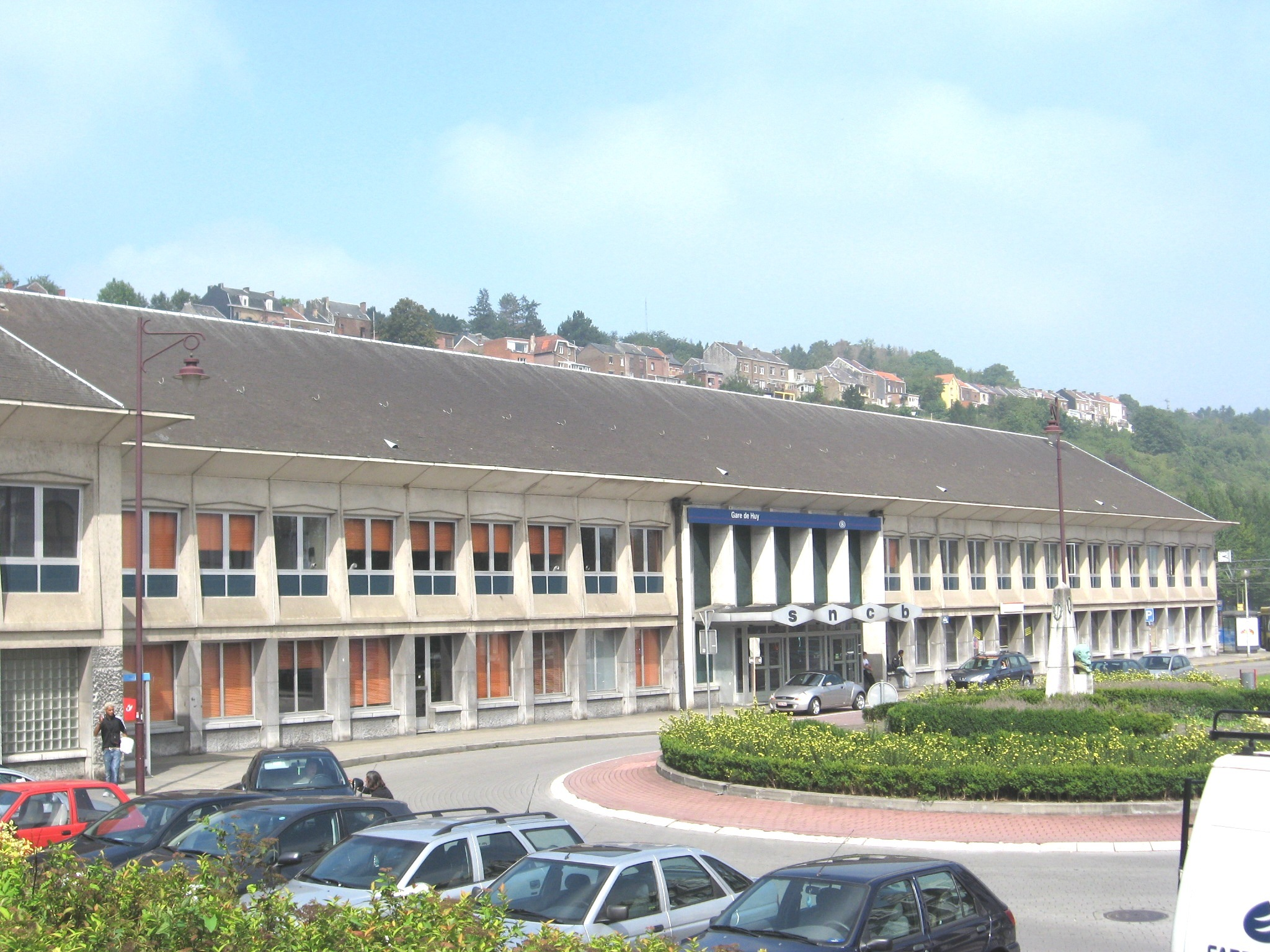
ایستگاه اویی

روستای اولیه در اطراف دژ روم باستان، قلعه ابتدائی و قدیمی، در لبه‌های سمت راست موز (رود) واقع شده بود.
اوایل قرون وسطی، شهر اویی یکی از شکوهمندترین و مترقی‌ترین شهرهای موز (رود) بود.
این امر مدیون صنعت فلزکاری، همچنین مجسمه‌سازی، نجاری و ساخت نوشیدنی‌ها (شراب) در آن دوره می‌باشد.

## چشم اندازهای اصلی
چهار شگفتی (جاذبه) مهم اویی:
- Li Pontia، پل بر روی موز (رود)
- Li Rondia، پنجره گل رز سبک معماری گوتیک کلیسای نوتردام
- چشمه Bassinia، چشمه قرن ۱۵ که در وسط میدان اصلی شهر قرار دارد.
- قلعه Tchestia سال ۱۸۱۸ که به شهر احاطه دارد.

## رویدادها ی ورزشی
شهر اویی سه بار برای تور دو فرانس یا تور فرانسه در سال‌های ۱۹۹۵، ۲۰۰۱ و ۲۰۰۶ مورد استفاده قرار گرفته‌است.
(تور فرانسه معتبرترین مسابقه دوچرخه‌سواری جاده دنیاست که هر ساله به مدت سه هفته در جاده‌های کشور فرانسه و در فصل تابستان برگزار می‌گردد)

## شخصیت‌های مشهور
- Renier de Huy، فلزکار (نیمه اول قرن دوازدهم)
- Jean Louis Joseph Lebeau سیاستمدارآزادیخواه بلژیکی و دومین نخست وزیر اویی (۱۷۹۴-۱۸۶۵)
- Anne-Marie Lizin (در سال ۱۹۴۹ به دنیا آمده) سیاستمدار بلژیکی
- André Malherbe ، سه مرتبه قهرمان مسابقات موتورکراس
- Saint Meingold (قدیس Meingold ) یک قدیس کاتولیک روم باستان (درگذشت سال ۸۹۲)
- جان ژوزف مرلین، مخترع کفش اسکیت رولر (تولد ۱۷ سپتامبر ۱۷۳۵ در اویی، وفات سال ۱۸۰۳ در لندن)
- پتر (Peter the Hermit ) زاهد تارک دنیا اهل Amiens بلژیک،

عامل اصلی تحریک جنگ‌های صلیبی اول
( تولد سال ۱۰۵۰ و وفات سال ۱۱۱۵)
- Le Père Pire، برنده جایزه صلح نوبل در سال ۱۹۵۸، در اویی زندگی می‌کرد

(تولد سال ۱۹۸۱۰ – وفات سال ۱۹۶۹)
- Alizée Poulicek (متولد شده در سال ۱۹۸۷ (دختر شایسته جهان سال ۲۰۰۸)
- Patrick Sarsfield (پاتریک سارسفیلد) تولد سال ۱۶۶۰، مرگ سال ۱۶۹۳)اولین کنت لوکان

## نگارخانه

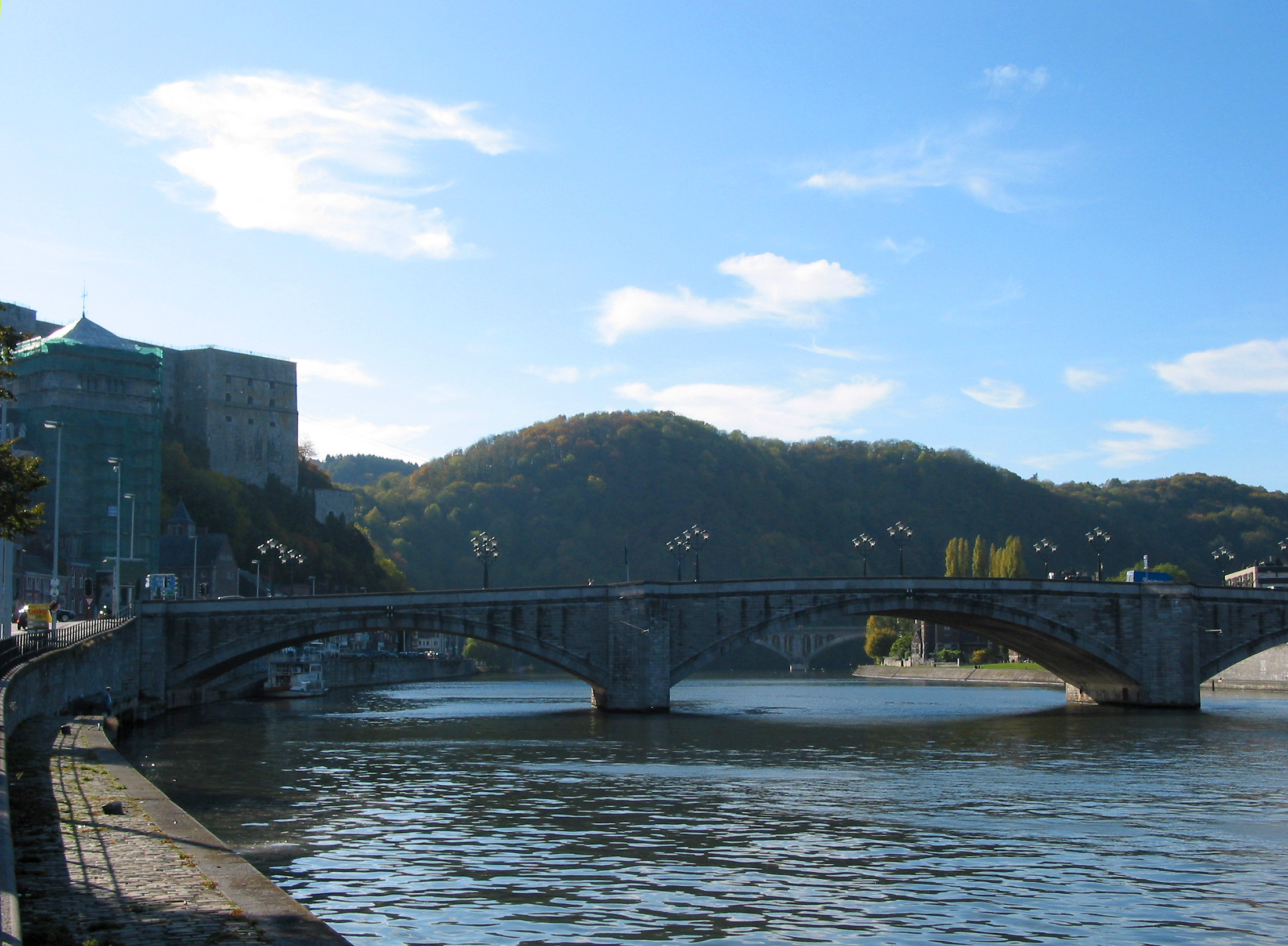
پل لی پونتیا بر روی رودخانه موز
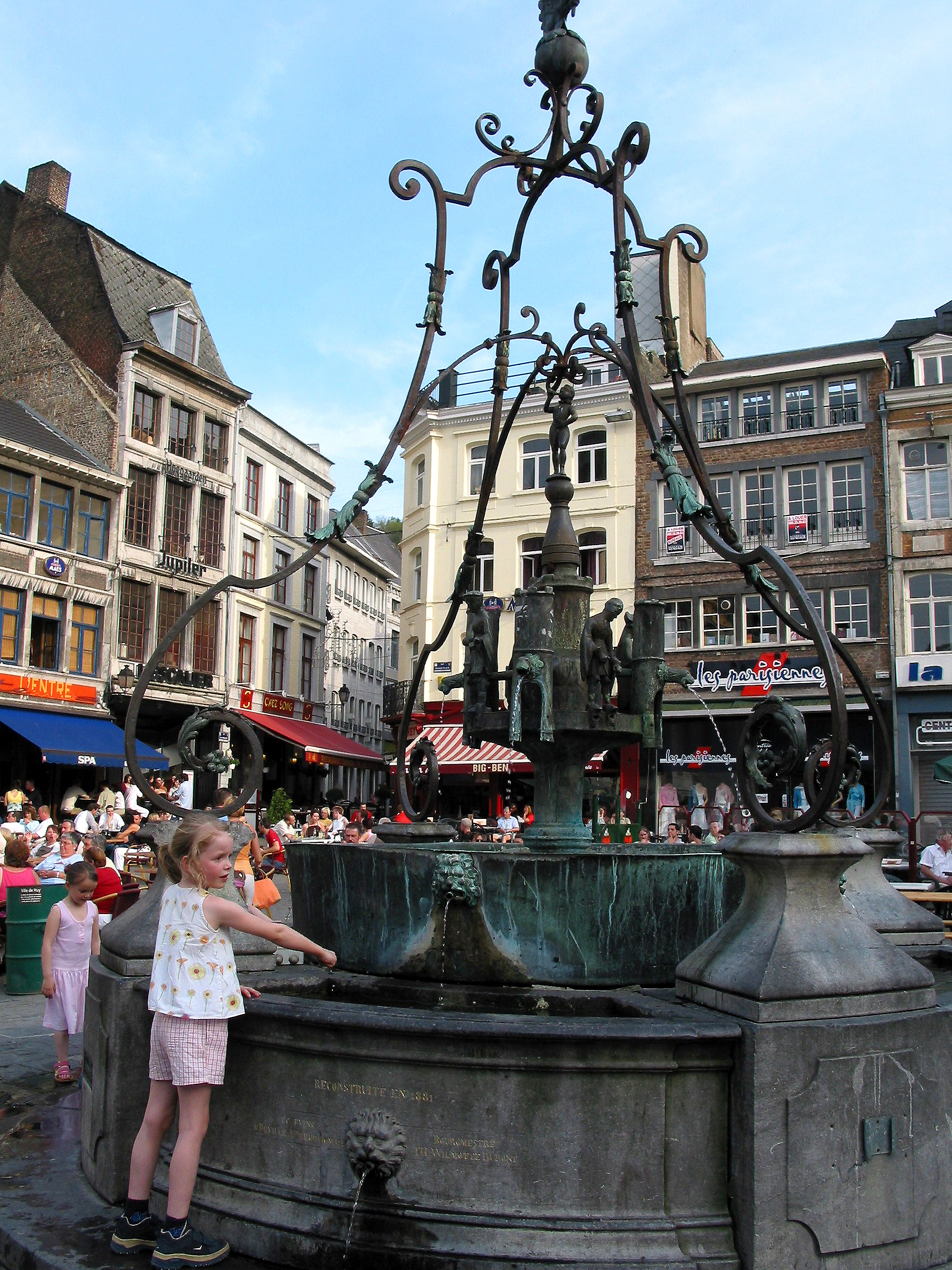
چشمه باسینی
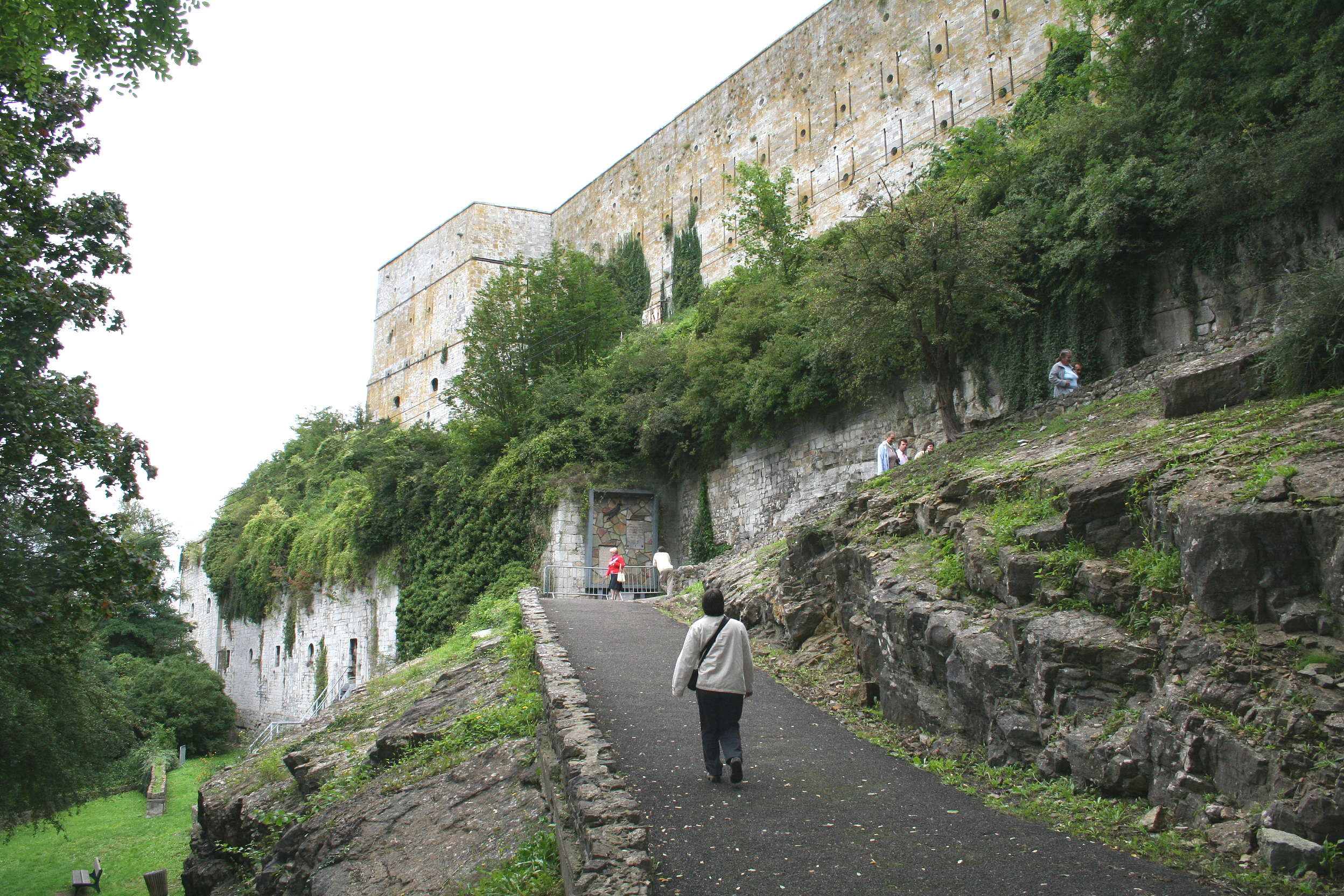
قلعه Tchestia
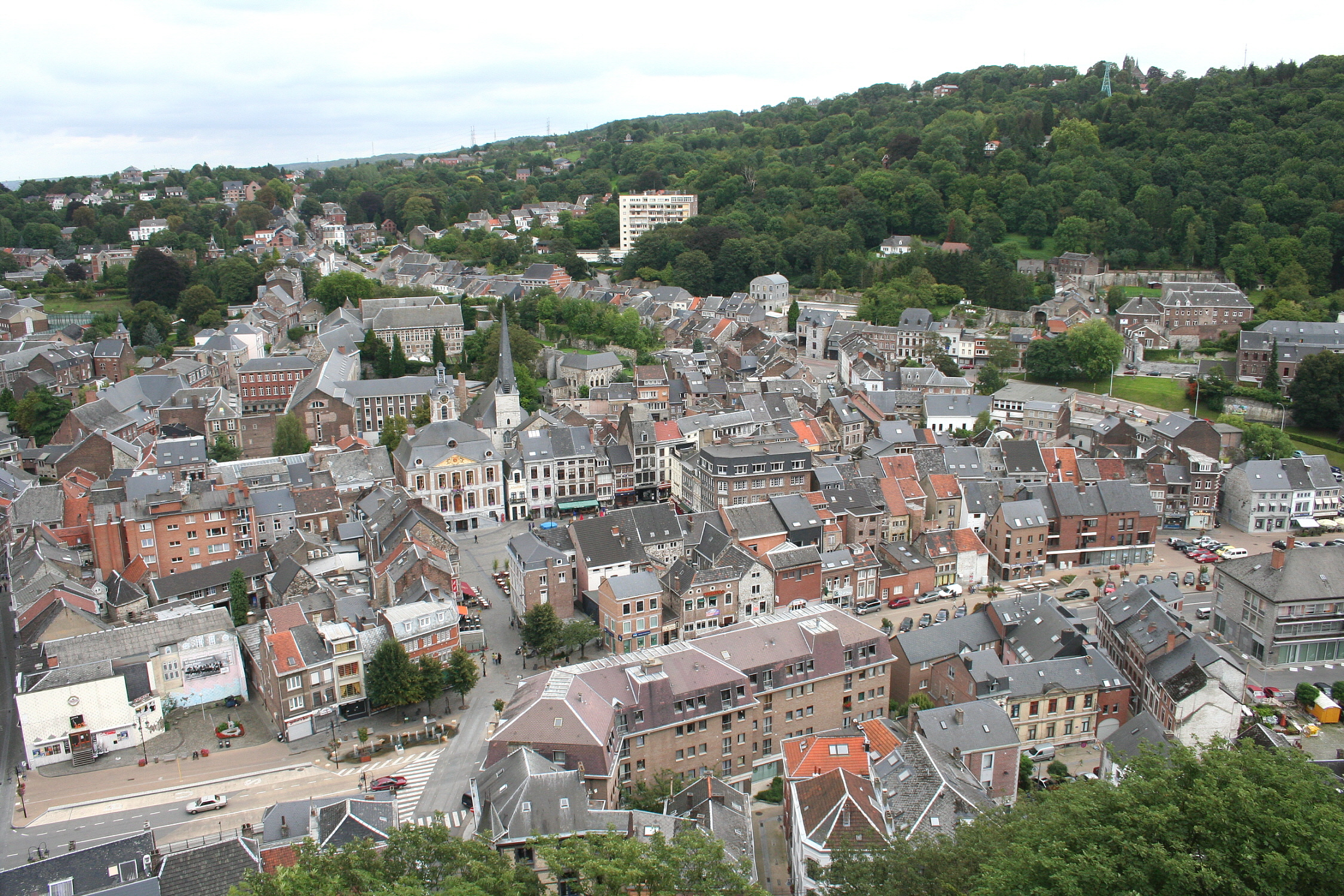
چشم‌انداز از قلعه
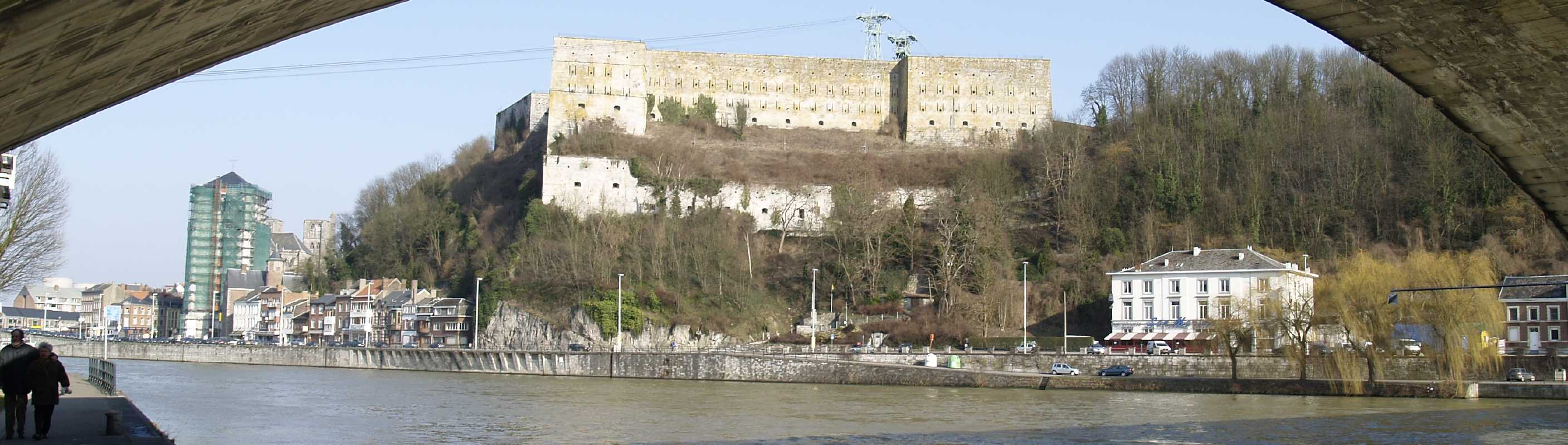
شهر و قلعه
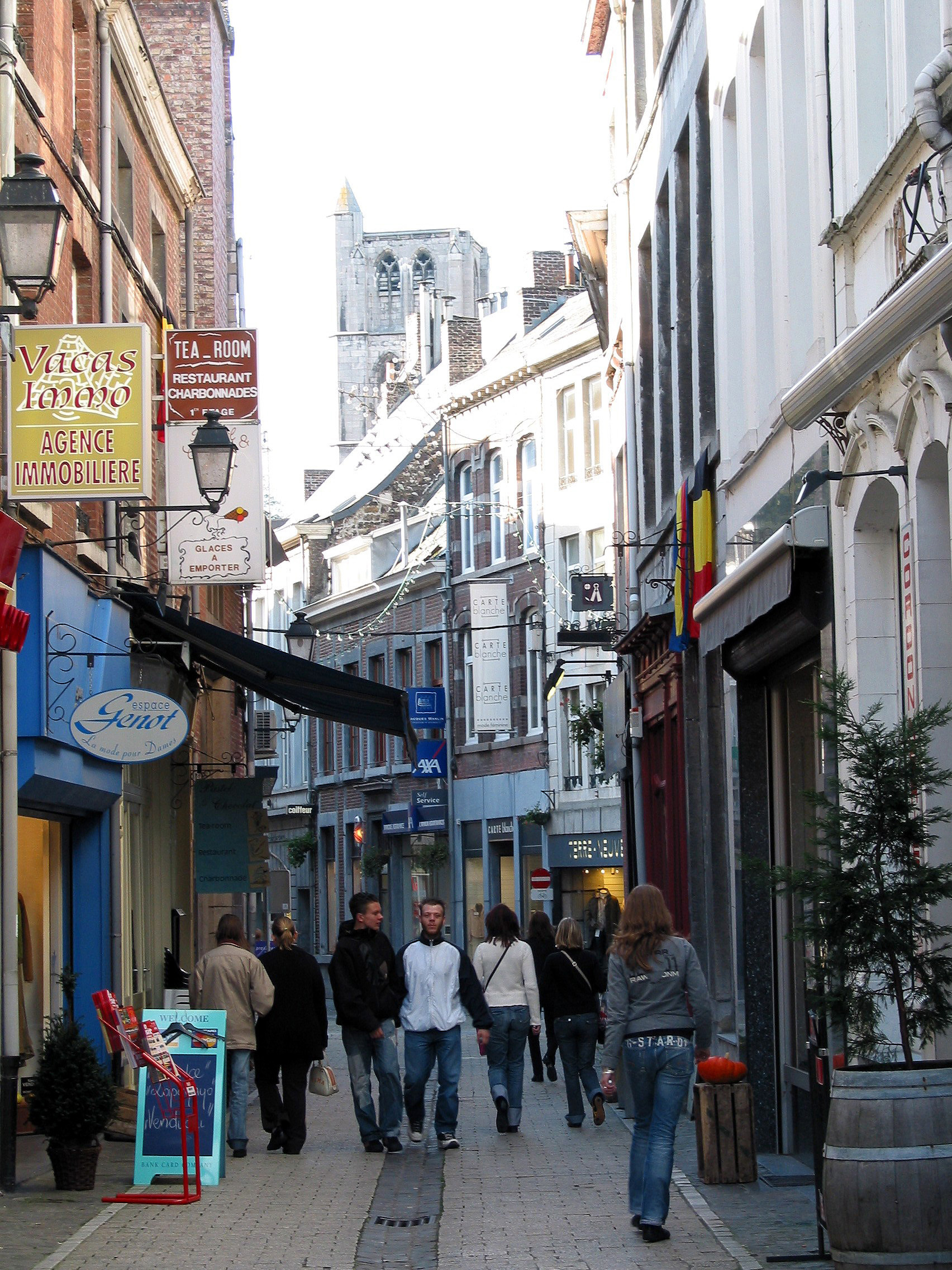
خیابان قدیمی اویی
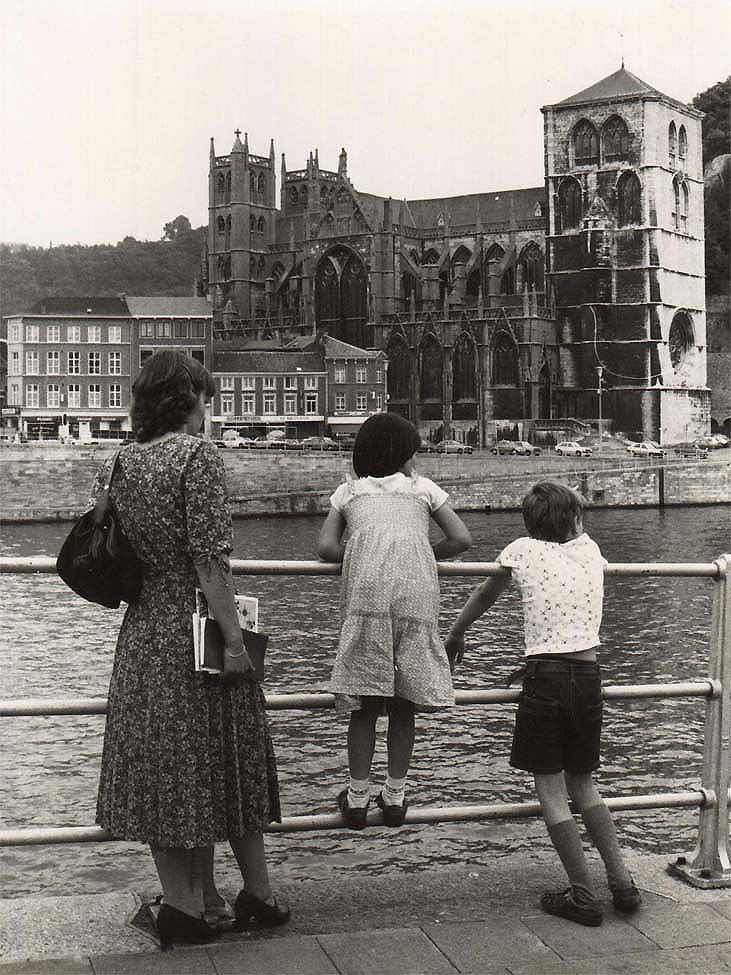
کلیسای نوتر-دام